# Епархия Тинчжоу
Епархия Тинчжоу (лат. Dioecesis Timceuvensis  , кит.  中文: 汀州/長汀)) — епархия Римско-Католической Церкви с центром в городе Чантин, провинция Фуцзянь, Китай. Епархия Тинчжоу входит в архиепархию Фучжоу.

## История
27 декабря 1923 года Римский папа Пий XI издал буллу «Ad maiorem», которой учредил Апостольскую префектуру Чантина, выделив её из Апостольского викариата Северного Фокиена (сегодня — архиепархия Фучжоу). Пастырское попечение в епархии было поручено доминиканцам. 8 мая 1947 года Апостольская префектура Чантина была преобразована буллой «Auspicatissimis in Sinis» Римского папы Пия XII в епархию Тинчжоу.

## Ординарии
- епископ Edber M. Pelzer (21.12.1925 — 1945)
- епископ Johann Werner Lesinski (8.05.1947 — 26.04.1963)
- с 26.04.1983 года кафедра вакантна.

## Источник
- Annuario Pontificio, Libreria Editrice Vaticana, Città del Vaticano, 2003, ISBN 88-209-7422-3
- Булла Ad maiorem , AAS 16 (1924), p. 82  (лат.)
- Булла Auspicatissimis in Sinis, AAS 39 (1947), p. 387  (лат.)